# Дуглас (Вайоминг)
Дуглас (англ. Douglas, Wyoming) — город, расположенный в округе Конверс (штат Вайоминг, США) с населением в 5288 человек по статистическим данным переписи 2000 года. Административный центр округа Конверс.
Здание бывшего железнодорожного депо в Дугласе внесено в Национальный реестр исторических мест США.

## История
Официально город Дуглас был образован в 1886 году с открытием железнодорожной станции транспортной компании Wyoming Central Railway (впоследствии — Chicago and North Western Transportation Company). Однако, сам населённый пункт фактически возник в 1867 году с возведением Форта Феттерман и был известен под именем Тент-Сити. Впоследствии городок был переименован в честь сенатора США Стивена Дугласа.
Продолжительное время город являлся крупной перевалочной базой для торговцев, ранчеров и военных Форта Феттерман, а также в качестве узловой станции по обслуживанию составов нескольких железнодорожных веток.

## Демография
| Год переписи | Нас. |  | %±     |
| ------------ | ---- |  | ------ |
| 1890         | 491  |  | —      |
| 1900         | 734  |  | 49,5%  |
| 1910         | 2246 |  | 206%   |
| 1920         | 2294 |  | 2,1%   |
| 1930         | 1917 |  | −16,4% |
| 1940         | 2205 |  | 15%    |
| 1950         | 2544 |  | 15,4%  |
| 1960         | 2822 |  | 10,9%  |
| 1970         | 2677 |  | −5,1%  |
| 1980         | 6030 |  | 125,3% |
| 1990         | 5076 |  | −15,8% |
| 2000         | 5288 |  | 4,2%   |
| 1890–2000    |      |  |        |

По данным переписи населения 2000 года в Дугласе проживало 5288 человек, 1423 семьи, насчитывалось 2118 домашних хозяйств и 2385 жилых домов. Средняя плотность населения составляла около 400 человек на один квадратный километр. Расовый состав Дугласа по данным переписи распределился следующим образом: 94,12 % белых, 0,06 % — чёрных или афроамериканцев, 0,78 % — коренных американцев, 0,13 % — азиатов, 0,02 % — выходцев с тихоокеанских островов, 1,27 % — представителей смешанных рас, 3,63 % — других народностей. Испаноговорящие составили 6,64 % от всех жителей города.
Из 2118 домашних хозяйств в 36,6 % — воспитывали детей в возрасте до 18 лет, 53,7 % представляли собой совместно проживающие супружеские пары, в 10,0 % семей женщины проживали без мужей, 32,8 % не имели семей. 28,7 % от общего числа семей на момент переписи жили самостоятельно, при этом 11,5 % составили одинокие пожилые люди в возрасте 65 лет и старше. Средний размер домашнего хозяйства составил 2,45 человек, а средний размер семьи — 3,04 человек.
Население города по возрастному диапазону по данным переписи 2000 года распределилось следующим образом: 28,5 % — жители младше 18 лет, 8,0 % — между 18 и 24 годами, 29,8 % — от 25 до 44 лет, 21,8 % — от 45 до 64 лет и 11,9 % — в возрасте 65 лет и старше. Средний возраст жителей составил 35 лет. На каждые 100 женщин в Дугласе приходилось 94,4 мужчин, при этом на каждые сто женщин 18 лет и старше приходилось 91,5 мужчин также старше 18 лет.
Средний доход на одно домашнее хозяйство в городе составил 36 944 доллара США, а средний доход на одну семью — 44 900 долларов. При этом мужчины имели средний доход в 36 489 долларов США в год против 18 662 доллара среднегодового дохода у женщин. Доход на душу населения в городе составил 17 634 доллара в год. 11,9 % от всего числа семей в округе и 14,1 % от всей численности населения находилось на момент переписи населения за чертой бедности, при этом 19,6 % из них были моложе 18 лет и 14,7 % — в возрасте 65 лет и старше.

## География

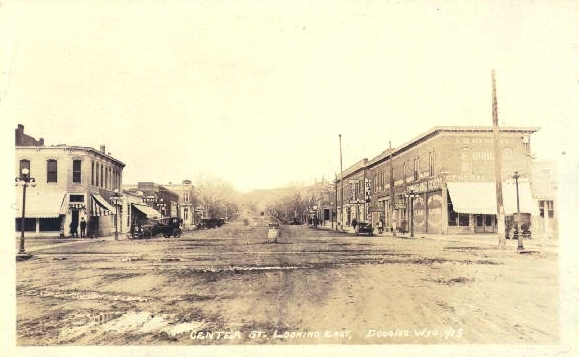
Центр города в 1920 году

По данным Бюро переписи населения США город Дуглас имеет общую площадь в 13,73 квадратных километров, из которых 13,21 кв. километров занимает земля и 0,26 кв. километров — вода. Площадь водных ресурсов округа составляет 1,89 % от всей его площади.
Город Дуглас расположен на высоте 1474 метра над уровнем моря. Город Роулинс расположен на высоте 2083 метра над уровнем моря. Климат пустынный, полузасушливый (префикс «BSk» по Классификации климатов Кёппена).
| Показатель              | Янв.  | Фев. | Март | Апр. | Май  | Июнь | Июль | Авг. | Сен. | Окт. | Нояб. | Дек.  | Год   |
| ----------------------- | ----- | ---- | ---- | ---- | ---- | ---- | ---- | ---- | ---- | ---- | ----- | ----- | ----- |
| Средний максимум, °C    | 2,8   | 5,6  | 9,4  | 14,4 | 19,4 | 26,1 | 30   | 29,4 | 23,9 | 16,7 | 7,8   | 3,9   | 15,6  |
| Средняя температура, °C | −4,4  | −2,2 | 2,2  | 6,7  | 11,7 | 17,8 | 21,1 | 20,6 | 14,4 | 7,8  | 0,6   | −3,9  | 7,8   |
| Средний минимум, °C     | −12,2 | −9,4 | −5   | −1,1 | 3,9  | 8,9  | 12,2 | 11,1 | 5    | −1,1 | −6,7  | −11,7 | −0,6  |
| Норма осадков, мм       | 9,7   | 10,7 | 19,8 | 41,7 | 63,5 | 36,1 | 39,6 | 23,1 | 27,2 | 20,3 | 18,8  | 9,1   | 319,5 |
| Источник: Weather.com   |       |      |      |      |      |      |      |      |      |      |       |       |       |